# Mos

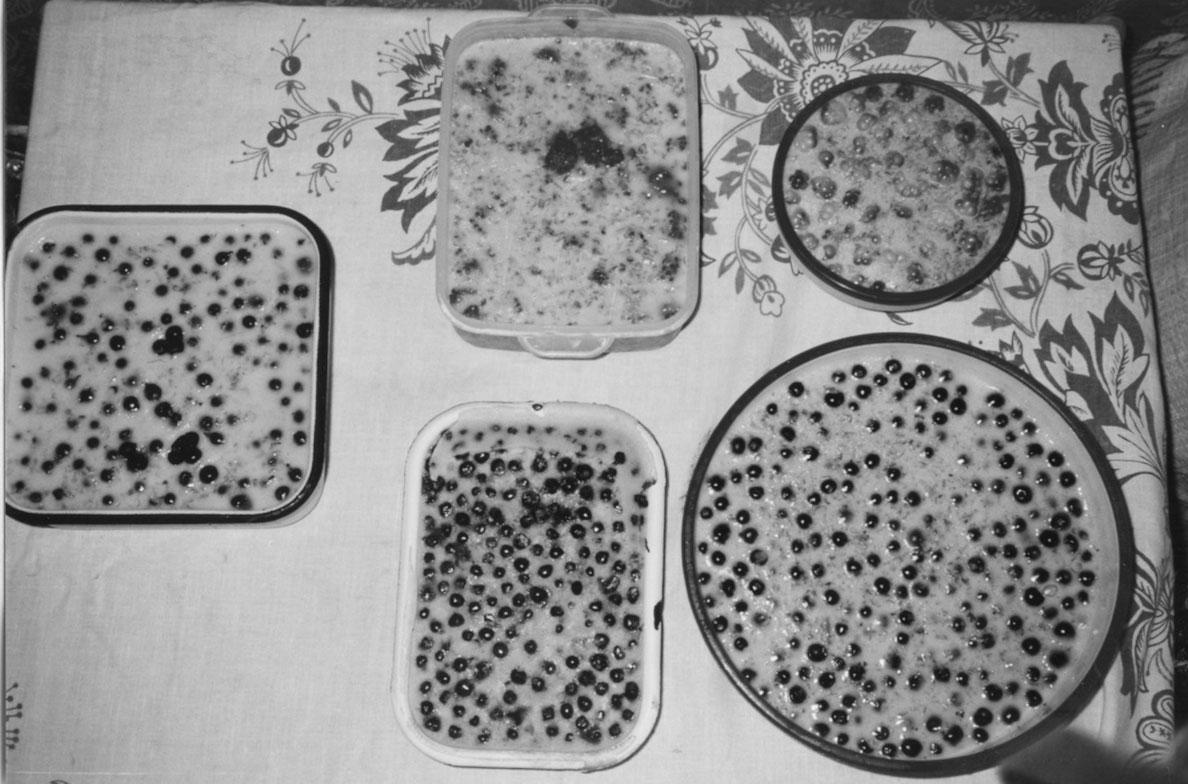
Nivchský mos

Mos je tradiční nivchský pokrm. Jde o směs lesních plodů (brusinky, borůvky, šicha, cibule rostlin), rybích kůží a tuleního tuku. Mos je tradičně podáván hlavně hostům při oslavách (svatby), svátcích (medvědí rituál) a také je tradičně obětován bohům. Proto je nazýván "pokrm bohů".
Mos se připraví tak, že se rybí kůže máčí v tepé vodě a poté se z nich seškrabuje maso. To se s vodou rozmělní ve velkých dřevěných korytech a poté se k této rosolovité hmotě přidají lesní plody. Nakonec se celá směs zalije rozehřátým tulením tukem, promíchá a vloží do chladna. Směs má konečnou rosolovitou konzistenci díky želatině obsažené v rybích kůžích.
Psulk spěšně oddělovala kůži od masa, máčela ji v teplé vodě, seškrabovala šupiny. Zpracovávání tajmení kůže je namáhavé. Ženám přišly na pomoc stařenky ze sousedství. Připravily celou hromadu rybích kůžích bílých jako mléko. Potom je vařily a tloukly v dřevěných korytech vyzdobených krásnými ornamenty starých mistrů. Psulk si pamatuje, čí ruce každé z těch koryt vyřezávaly, i když už mnozí z těch mistrů nežijí. Dvě velká koryta se naplnila rosolovitou hmotou. Svrchu ji Psulk posypala zmraženými brusinkami a hlízami rostliny chiskir. Všechno zalila rozpuštěným něrpím tukem. Tuhle hmotu ženy promíchaly lopatkami, zarovnaly a daly do chladna. Nivchové připravují mos tehdy, když je třeba přinésti dary různým bohů: bohům tajgy, řek a moře. Mosem se uctívají i významní hosté, lidé z rodu ymchů (rod ženicha).
 Vladimír Sangi,  Námluvy v Ke-vo 